# Comuna Iaseniv, Brodî
Iaseniv (în ucraineană Ясенів) este o comună în raionul Brodî, regiunea Liov, Ucraina, formată din satele Dubie, Dubîna, Iaseniv (reședința), Lucikivți, Novîciîna, Terebeji și Trișciukî.

## Demografie
Componența lingvistică a comunei Iaseniv
     Ucraineană (99,8%)
     Alte limbi (0,18%)
Conform recensământului din 2001, majoritatea populației comunei Iaseniv era vorbitoare de ucraineană (99,8%), existând în minoritate și vorbitori de alte limbi.